# Silůvky
Silůvky település Csehországban, a Brno-vidéki járásban. Silůvky Mělčany, Dolní Kounice, Hlína, Prštice, Moravské Bránice és Ořechov településekkel határos. Lakosainak száma 852 fő (2024. január 1.).

## Népesség
A település lakosságának változását az alábbi diagram mutatja:
| Lakosok száma | 445  | 545  | 690  | 869  | 766  | 811  | 826  | 852  | 830  | 852  |
|               | 1869 | 1900 | 1921 | 1961 | 1980 | 2011 | 2016 | 2019 | 2021 | 2024 |